# Álvaro Duarte
Álvaro Duarte, vollständiger Name Álvaro Daniel Duarte Estévez, (* 20. August 1984 in Tacuarembó) ist ein uruguayischer Fußballspieler.

## Karriere
Der 1,72 Meter große Defensivakteur Duarte, der bereits unter Trainer Armando Duarte zum Kreis der Departamento-Auswahl von Tacuarembó zählte, spielte mindestens in den Jahren 2006 bis 2009 in der Asociación de Fútbol de Tacuarembó für Estudiantes. 2006 und 2007 holte er mit seinem Klub in der Divisional A den Titel sowohl im Torneo Clasificatorio als auch in der Liguilla. Insgesamt trug er dazu 2006 mit einem und 2007 mit sechs Treffern bei und war 2007 damit hinter dem Progreso-Spieler Sebastián Silva (neun Tore) gleichauf mit drei weiteren Spielern erfolgreichster Torschütze des Wettbewerbs. Auch 2008 wurde Duarte, der wiederum einen Treffer beisteuerte, mit Estudiantes Meister der Asociación de Fútbol de Tacuarembó in der Divisional A. In jenem Jahr war er zuvor in der ersten Jahreshälfte allerdings ebenfalls für Fritsa in der Divisional B zweimal als Torschütze erfolgreich. 2009 belegte er mit der Mannschaft im Torneo Clasificatorio den 2. Tabellenplatz in der Divisional A und in der anschließenden Liguilla. Dazu trug er mit jeweils zwei Toren bei. 2011 ist abermals ein Torerfolg in der Divisional A bei Estudiantes für Duarte verzeichnet.
Später wechselte er von der OFI in den Profibereich der AUF, wo er in der Spielzeit 2013/14 mit dem Tacuarembó FC Meister der Segunda División wurde und dazu mit sieben Zweitligaeinsätzen beitrug. Ein Tor erzielte er nicht. In der Saison 2014/15 wurde er siebenmal (kein Tor) in der Primera División eingesetzt. Nach dem Abstieg am Saisonende kam er in der Zweitligaspielzeit 2015/16 elfmal (ein Tor) in der Liga zum Einsatz.